# Provincies van Thailand

Vlag van Thailand

Thailand heeft 77 provincies (Thai: จังหวัด, Engelse transliteratie changwat of jangwat, enkelvoud en meervoud). Deze zijn op hun beurt onderverdeeld in 878 districten (Thai: อำเภอ, amphoe). Deze districten en subdistricten zijn weer onderverdeeld in 7255 "gemeentes" (Thai: ตำบล, tambon) die weer onderverdeeld zijn in 69.307 dorpen (Thai: หมู่บ้าน, moobaan). Bangkok is een speciale bestuurlijke regio, die op hetzelfde bestuursniveau als de provincies staat en bestaat uit 50 districten (Thai: เขต, khet). 
De naam van de hoofdstad van een provincie is identiek aan de provincienaam, maar de naam wordt voorafgegaan door het woord mueang, dat "stad" betekent. Ook het district waarin de provinciehoofdstad ligt heeft dezelfde naam, maar dan voorgegaan door amphoe mueang hetgeen "hoofdstedelijk district" betekent. De provinciehoofdstad is steeds de grootste stad van de provincie, met als enige uitzondering Songkhla, waar de stad Hat Yai groter is dan de hoofdstad Songkhla.
De speciale bestuurlijke regio Bangkok heeft zowel de grootste bevolkingsomvang als de hoogste bevolkingsdichtheid. De provincie Nakhon Ratchasima heeft de grootste oppervlakte. Deze provincie telt ook de meeste districten. De provincie Samut Songkhram heeft de kleinste oppervlakte. Mae Hong Son heeft het laagste aantal inwoners per vierkante kilometer en Ranong heeft het laagste inwoneraantal (volgens de telling van december 2002).
De provincies worden bestuurd door een gouverneur die wordt benoemd door het ministerie van Binnenlandse Zaken. De enige uitzondering is Bangkok, waar de gouverneur van Bangkok gekozen wordt.

## Provincies voor 1892
Veel van de huidige provincies waren ooit zelfstandige sultanaten, koninkrijken of prinsdommen. Later zijn deze staten opgegaan in grotere Thaise koninkrijken zoals het koninkrijk Ayutthaya. De provincies werden gecreëerd rondom een centrale stad en de omliggende dorpen en kleine steden. Deze provincies werden vaak bestuurd door gouverneurs, aangewezen door de koning, of door lokale heersende families die afstammen van vroegere koningen en prinsen uit dit gebied. Zij kregen dit recht van de koning vanwege hun trouw aan het rijk.
Normaal gesproken had de koning geen andere keus dan het aanwijzen van een lokale edelman of iemand met veel geld. Het besturen van de provincies was dikwijls onmogelijk zonder deze mensen erbij te betrekken. De gouverneur werd niet betaald door de koning, maar moest zichzelf financieren door het heffen van belastingen. Iedere provincie moest een jaarlijks tribuut naar de koning sturen.
De provincies waren verdeeld in vier klassen:
- De vierde klasse waren de provincies dicht bij de hoofdstad.
- De derde klasse waren de provincies die gecreëerd zijn door afsplitsing van een andere provincie.
- De tweede klasse waren de provincies die een eigen prinselijk huis hadden.
- De eerste klasse waren de provincies die aan de grenzen liggen.

Hiernaast waren er ook nog de staten die een jaarlijks tribuut aan de koning moesten afstaan. Dit waren wisselend staten in hedendaags Maleisië, Birma, Laos en Cambodja, dit afhankelijk van de macht van het centrale koninkrijk waren. Deze staten waren semi-onafhankelijk van het centrum.
Nieuwe provincies werden gecreëerd als de bevolking van een gebied te groot werd of een regerende gouverneur te machtig. De provincie Maha Sarakham is zo bijvoorbeeld gecreëerd omdat de gouverneur van de provincie Roi Et te machtig werd.
Hervormingen van het bestuur begonnen al in jaren rond 1870 onder druk van de koloniale machten Frankrijk en Groot-Brittannië. Naar de grensgebieden werden vaak speciale commissarissen gestuurd om de provincies van de vazalstaten beter te kunnen controleren.

## Bestuurlijke hervorming van 1892
Aan het einde van de 19e eeuw hervormde koning Chulalongkorn het centrale bestuur drastisch. In 1892 werden de taken van de ministeries die elkaar overlapten opnieuw ingedeeld in een westers systeem. Prins Damrong Rajanubhab werd de minister van het ministerie van het noorden (Mahatthai), dat van origine verantwoordelijk was voor het bestuur van de noordelijke provincies. Toen het ministerie voor het zuiden (Kalahom) werd afgeschaft in 1894 werd prins Damrong de minister van Binnenlandse Zaken en daarmee verantwoordelijk voor het bestuur van alle provincies.
In 1893 werd er al begonnen om de bestaande commissarisschappen in sommige delen van het land te hernoemen in hoofdcommissaris (khaluang thesaphiban), en het gebied waarvoor ze verantwoordelijk waren werd monthon (cirkel) genoemd. De monthon werden eerst in strategisch belangrijke gebieden gecreëerd.
Verscheidene kleinere provincies werden gereduceerd in status tot een amphoe (district) of zelfs tot een tambon (gemeente) en werden bij nabijgelegen provincies gevoegd. Dit samenvoegen had twee redenen; soms bestuurlijk, soms om een niet meewerkende gouverneur te verwijderen.
In sommige regio's braken opstanden uit tegen deze hervormingen. De meeste van deze opstanden werden aangezet door edelen die hun macht kwijtraakten. De grootste opstand was de heilige man opstand in Isaan in 1902. De opstand begon bij een sekte die verkondigde dat het einde van de wereld was gekomen en waarvan de aanhangers regeringsvertegenwoordigers aanvielen. De plaats Khemarat werd door de sekte zelfs volledig verwoest. Het duurde een aantal maanden voordat de opstand was neergeslagen.
Toen prins Damrong in 1915 aftrad was het hele land georganiseerd in 19 monthon (inclusief het gebied rond Bangkok, maar wel onder een ander ministerie), met 72 provincies. 

## Indeling na 1932
De monthon werden afgeschaft toen de regeringsvorm in Thailand veranderde van een absolute monarchie in een constitutionele monarchie. In deze tijd werden ook enkele provincies samengevoegd. Beginnend in de tweede helft van de 20e eeuw werden er weer nieuwe provincies gecreëerd door ze af te splitsen van bestaande. De nieuwste provincies zijn Sa Kaew, Nongbua Lamphu en Amnat Charoen, die in 1993 ontstaan zijn. Bueng Kan is in 2011 ontstaan.

## Kaart
De namen op de kaart zijn aanklikbaar.

## Lijst van provincies
Noord-Thailand
1. Chiang Mai
2. Chiang Rai
3. Kamphaeng Phet
4. Lampang
5. Lamphun
6. Mae Hong Son
7. Nakhon Sawan
8. Nan
9. Phayao
10. Phetchabun
11. Phichit
12. Phitsanulok
13. Phrae
14. Sukhothai
15. Tak
16. Uthai Thani
17. Uttaradit

Noordoost-Thailand
1. Amnat Charoen
2. Buriram
3. Chaiyaphum
4. Kalasin
5. Khon Kaen
6. Loei
7. Maha Sarakham
8. Mukdahan
9. Nakhon Phanom
10. Nakhon Ratchasima
11. Nong Bua Lamphu
12. Nong Khai
13. Roi Et
14. Sakon Nakhon
15. Sisaket
16. Surin
17. Ubon Ratchathani
18. Udon Thani
19. Yasothon
20. Bueng Kan

Centraal-Thailand
1. Ang Thong
2. Ayutthaya
3. Bangkok
4. Chainat
5. Kanchanaburi
6. Lopburi
7. Nakhon Nayok
8. Nakhon Pathom
9. Nonthaburi
10. Pathum Thani
11. Phetchaburi
12. Prachuap Khiri Khan
13. Ratchaburi
14. Samut Prakan
15. Samut Sakhon
16. Samut Songkhram
17. Saraburi
18. Singburi
19. Suphanburi

Oost-Thailand
1. Chachoengsao
2. Chantaburi
3. Chonburi
4. Prachinburi
5. Rayong
6. Sa Kaew
7. Trat

Zuid-Thailand
1. Chumphon
2. Krabi
3. Nakhon Si Thammarat
4. Narathiwat
5. Pattani
6. Phang Nga
7. Phattalung
8. Phuket
9. Ranong
10. Satun
11. Songkhla
12. Surat Thani
13. Trang
14. Yala